# Kashiwara, Ōsaka
Kashiwara (tiếng Nhật: 柏原市, Kha-xi-va-la) là một thành phố thuộc tỉnh Ōsaka, Nhật Bản.